# Lijst van afleveringen van Amika
De afleveringen van de jeugdreeks Amika.

## Seizoen 1
2008
- 1. Het verboden baantje
- 2. Lipgloss & luxepaarden
- 3. Paarse pumps & een super plan
- 4. Subtiele geurtjes
- 5. Barry Paler wiel
- 6. Rijlaarzen & een tok van mama
- 7. De grote Mathieu Lodewijks
- 8. Een echte Gringo cocktail
- 9. Verwende apen en mosselpraat
- 10. Heer, zegen deze oesters
- 11. Cadeautje van pappie
- 12. De chocolade sprookjestaart
- 13. Een roze paard voor Jasmin
- 14. Slingers, sushi & champagne
- 15. Het stomste cadeau ever
- 16. Marie Claire sweet 16
- 17. Het paard van Sinterklaas
- 18. Het poppenhuis van mama
- 19. Een brief voor Merel
- 20. De verloofde van Oli
- 21. Mango, komkommer & een hele hoop tabasco
- 22. Het geheim van Amika
- 23. Merel moet blijven
- 24. Linzensoep met een rietje
- 25. Florence van Parijs
- 26. De paardenfluisteraar
- 27. Stille oorlog in huize De Ridder
- 28. Frietjes onder tafel
- 29. Operatie Bonbonella
- 30. Video's uit het verleden
- 31. Chocolademelk & beloftes
- 32. De super size Gringo sandwich
- 33. Een beugeltje & rare vlechtjes
- 34. Sexy stoer of college cute?
- 35. Hakken tussen het stro
- 36. Een weldoener uit Spanje
- 37. De moord op Chanel
- 38. De grote zomerjumping
- 39. Paardenvijgen en karnemelk
- 40. Het opblaasbare tentenpak
- 41. Voorbestemde liefde
- 42. 10 manieren om Hedwig te pesten
- 43. Toverkunsten en wonderwortels
- 44. Paardrijles voor beginners
- 45. Het ontslag van Casper
- 46. Knapper Chris of Casper
- 47. De val van Amika
- 48. Het meesterwerk van Olivier

2009
- 49. De geheime amazone
- 50. De laatste training
- 51. Kleine meisjes worden groot
- 52. En de winnaar is Merel

Amika-special "Dagdromen".

## Seizoen 2
2009
- 53. Bekers en paardendromen
- 54. Paarse bloemetjes voor Amika
- 55. Aarde aan Merel, Aarde aan Merel...
- 56. Tante Saskia
- 57. Bloed en slijm voor Oli
- 58. Who’s the new star!?
- 59. De zieke straathondjes club
- 60. De muffinautomaat
- 61. Vers gesneden dvd’tjes
- 62. The international singing sensation
- 63. Eén, twee, Cha Cha Cha
- 64. Spaghetti herinneringen
- 65. Love for U
- 66. Een historisch moment
- 67. De robopony
- 68. Het geniale wraakplan
- 69. Leven uit de vuilnisbakken
- 70. Davy Oliver & Roger Ringers
- 71. Meer paardenkont asjeblieft
- 72. Ik weet het, ik ben ook geweldig
- 73. Huilen is voor kleine meisjes
- 74. Levensgevaarlijke hoestbuien
- 75. Californische hoestbonbons
- 76. Intrede van een superster
- 77. De Barry Palerma hysterie
- 78. Jullie zijn een fantastisch publiek!?
- 79. Helleuw!-How do you do?
- 80. Leugenaars, valsaards & snotapen
- 81. De zadel wissel truuk

2010
- 82. Geef toe, die Gringo is een lekker stuk
- 83. Ongewenste gasten
- 84. Reddende engel in nood. Je hart is zo groot
- 85. De perfecte blind date
- 86. Die John William is zo mijn type niet!?
- 87. Die John William is zo mijn type!?
- 88. Kriebeltjes in de buik
- 89. Lekkere zwarte muizensnoepjes
- 90. En jij bent het lelijke eendje!
- 91. Rijke jongens & slordige meisjes
- 92. Total makeover!
- 93. Mysterieuze schoendozen
- 94. Chocolade & witte wijn
- 95. Spannende saunabezoekjes
- 96. Wap, Wap, Wapedoewap!
- 97. Barry, Barry, Barry. Dit is niet goed!
- 98. De Amika spokenjacht
- 99. Het meisje van Amika
- 100. Vanille, chocola of mokka?
- 101. Het land van Psychipi...Psyrochititi
- 102. Barry wordt papa?
- 103. Test. Éen twee...test! Hallow?
- 104. De ingangsproef

## Seizoen 3
2010
- 105. Jeses, hoe lang zijn jullie weg geweest?
- 106. De Chi'Chu'Chips deal
- 107. Een tientonner met pukkels en vettig haar
- 108. Het Popspot dilemma
- 109. Het love cocktail versierplan
- 110. Ik ben zo'n goeie baas!?
- 111. Abrikozen allergie
- 112. Dorus Amika, Amika Dorus?
- 113. Moederloze babyschildpadjes in Guatemala
- 114. Paparazzi Chanel
- 115. Stiekeme kusjes
- 116. Liefdesbriefjes van je weet wel wie
- 117. Twinkie de schildpad
- 118. Rel op de paardenhoeve
- 119. Staat je goed, rood!
- 120. Het varkensplan
- 121. Knor knor
- 122. De zieke Oli computer truuk
- 123. Niet slecht! Voor een paardensnul
- 124. Duh! Nu ga ik zo hard winnen
- 125. Oh Cindy! I love you!?
- 126. De scoutsvriendin van Amika
- 127. Nog een appeltje?
- 128. Wit begint, zwart wint
- 129. Merel de pizzabakker
- 130. De kans van een leven
- 131. Een zalfje van pommes en carottes
- 132. Vergeet je tandenborstel niet

2011
- 133. Casino De La Fayette
- 134. Pokerface
- 135. Rien ne va plus!
- 136. Flush, Rush? Flush!
- 137. Merel De La Fayette
- 138 De Oli fanclub
- 139. De tandpastadopjes-controleur
- 140. De pop heeft altijd gelijk
- 141. Een nachtzoentje van Oli
- 142. Helderziende Hedwig
- 143. Op tournee in Amerika
- 144. Is Oli verliefd op mij?
- 145. Het verleden is het verleden
- 146. Een voorschotje van 10.000 euro
- 147. Een vriendendienstje
- 148. Victor stinkvoet schoenen
- 149. Je bent toch m'n knuffel?
- 150. Een locomostrontkanariefantje
- 151. Maak kennis met spion Mouskouri
- 152. Slaan helpt altijd
- 153. Ik was toch de sneeuwuil?
- 154. Op Merel
- 155. Ik doe er nog 500 gram kaas bij
- 156. Mama was trots op je geweest

Amika-special 2 "Amika en het magische zadel"

## Seizoen 4
(Herfstvakantie 2011: 31 oktober 2011 - 6 november 2011)
In plaats van een volwaardig vierde seizoen kwam er de vijfdelige mini-reeks: Amika en de gevaarlijke stunt, met vijf titelloze afleveringen. Later werd deze reeks op dvd uitgebracht, maar wel als film.